# 최영년
최영년(崔永年, 1859년 음력 2월 6일 ~ 1935년 양력 8월 29일)은 대한제국과 일제강점기의 언론인이다. 종교는 불교다. 대한제국 말기에 일진회 회원으로 활동했으며 신소설 작가 최찬식의 아버지이다. 필명으로 매하산인(賣下山人, 梅下山人), 매하생(梅下生)을 썼다.

## 생애
1894년 경기도 광주에 사립 시흥학교를 설립하고 독립협회의 활동에 참여한 개화파 출신이다.
1907년 일진회 회원이 되면서 대한제국 군대 해산 이후 활발해진 의병 항쟁 탄압을 위한 〈거의선언서(擧義宣言書)〉 발표에 동참하는 등 친일파로 활동했다. 일진회 이름으로 발표된 〈거의선언서〉는 의병 운동을 계속하면 살육하겠다는 협박을 담고 있는 문서이다. 특히 최영년은 의병을 폭도로 규정하고 이들의 운동을 암매(闇妹)하다고 비하한 〈경고지방폭도문(警告地方暴徒文)〉을 직접 작성해 반포하기도 했다.
1909년에는 송병준 계열의 《국민신보》 주필을 거쳐 제4대 사장에 임명되었다. 일진회 기관지 격인 국민신보는 한일 병합 조약 체결을 촉구하는 일진회의 병합 청원 운동을 지원하는 논설을 실어 《대한매일신보》로부터 “난적배”로 지칭되던 친일 매체였다. 《대한계년사》에 따르면 이때 송병준이 자신과 사이가 좋지 않은 한석진을 사장 자리에서 물러나게 하고 최익현의 7촌 조카를 자처하는 최영년을 사장에 앉혔으며, 한학에 밝고 글재주가 뛰어난 최영년이 각 기관에 보내는 병합 청원 취지의 글을 도말아 작성하여 “침 뱉으며 욕하지 않는 사람이 없을” 만큼 많은 비난을 받은 것으로 되어 있다.
최영년은 국민신보 사장으로 근무하면서 일진회 정견협정위원을 지내고 이토 히로부미 추도를 위한 단체에 참가했으며, 일진회의 건의서 작성에도 가담했다. 1910년에는 이용구 계열의 친일단체인 대한상무조합 본부장에 임명되었고, 1912년 한일 병합에 세운 공을 인정받아 일본 정부로부터 한국병합기념장을 수여받았다.
1917년 《조선문예》 발행인 겸 편집인을 맡아 메이지 천황의 부인인 쇼켄 황태후의 죽음을 애도하는 시를 지어 이 잡지에 싣는 등 문필을 이용한 친일 활동을 계속했다. 일본의 통치가 시작된 뒤 “문명의 기상이 증진하고 승평의 광휘가 발양되었다.”라고 평가하거나 요순 시대에 비유하는 등 일제 통치를 찬양하는 글을 비롯하여, 일제 하의 조선 민중을 “태평성대 태평한 사람들”로 묘사한 한시를 창작해 발표했다.
1919년 경 유교 계열의 친일 단체인 대동사문회 발기인과 이사를 지냈고, 1930년에는 역시 유교계열 친일 단체로 김종한이 원장을 맡은 대성원(大聖院) 강사장에 임명되었다.
최영년은 1910년 한일 병합 전에 이미 아들 4형제와 그 친구들에게 일본식 이름을 지어줄 만큼 앞서가는 친일 행적을 보여 “도적보다 더 흉악한 영년같은 저 흉적은 천하만국 역사상에 전무후무 하리로다.”라는 적나라한 비난이 《대한매일신보》 평론란에 실릴 정도였다. 1926년 《조선어》라는 잡지를 통해 조선 사람들에게 일본어를 배울 것을 강권하는 글을 발표한 바도 있다.

## 사후
2006년 친일반민족행위진상규명위원회가 발표한 친일반민족행위 106인 명단과 2002년 공개된 민족문제연구소의 친일인명사전 수록예정자 명단 중 언론 부문에 선정되었다.

## 같이 보기
- 일진회
- 국민신보
- 대동사문회
- 한자신문사이등박문추도회

## 참고 자료
- 친일반민족행위진상규명위원회 (2006년 12월). 〈최영년〉 (PDF). 《2006년도 조사보고서 II - 친일반민족행위결정이유서》. 서울. 944~956쪽쪽. 발간등록번호 11-1560010-0000002-10. [깨진 링크(과거 내용 찾기)]